# 359e Infanteriedivisie (Duitsland)
De Duitse 359e Infanteriedivisie (Duits: 359. Infanterie-Division) was een Duitse infanteriedivisie tijdens de Tweede Wereldoorlog. De divisie werd opgericht op 11 november 1943. Aanvankelijk was de divisie gestationeerd in Polen, maar in maart 1944 werd het naar het oostfront gestuurd. Het vocht daar in de zuidelijke sector tegen de oprukkende troepen van het Rode Leger. Aan het einde van het jaar, in december, werd de eenheid weer in Polen gestationeerd. Het deed ook nog korte tijd dienst in Slowakije.
Op 25 april 1945 werd de divisie, die onder leiding stond van Karl Arndt, ontbonden.

## Samenstelling
- Grenadier-Regiment 947
- Grenadier-Regiment 948
- Grenadier-Regiment 949
- Divisions-Füsilier-Bataillon 359
- Artillerie-Regiment 359
- Pionier-Bataillon 359
- Feldersatz-Bataillon 359
- Panzerjäger-Abteilung 359
- Divisions-Nachrichten-Abteilung 359
- Divisions-Nachschubführer 359